# 布呂爾 (巴登-符騰堡州)

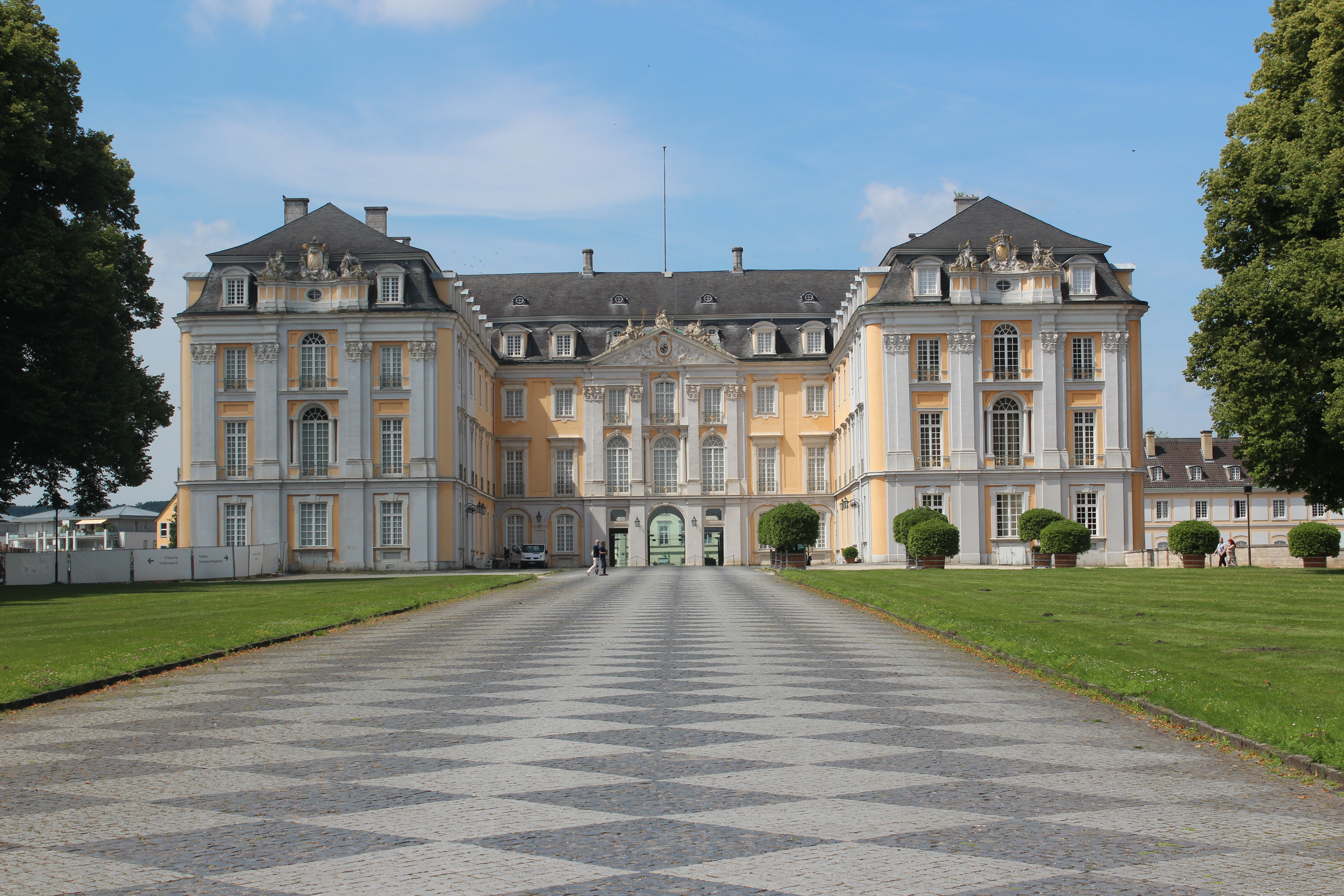
位於布呂爾東郊的奧古斯都堡與獵趣園名列聯合國教科文組織的世界文化遺產。

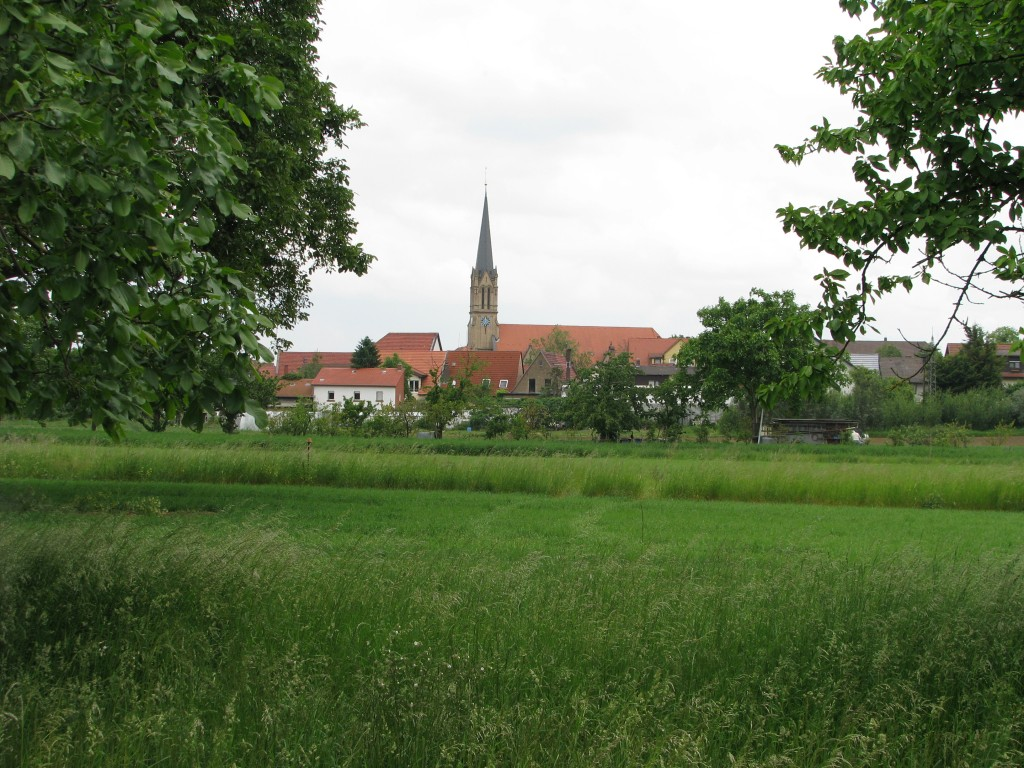

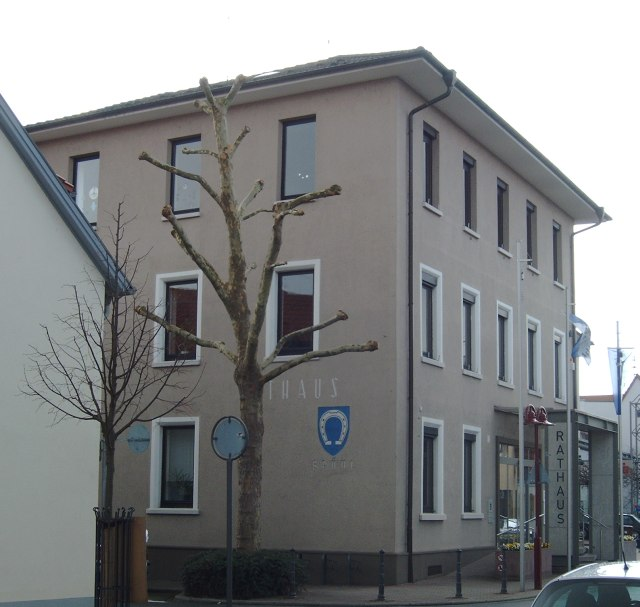

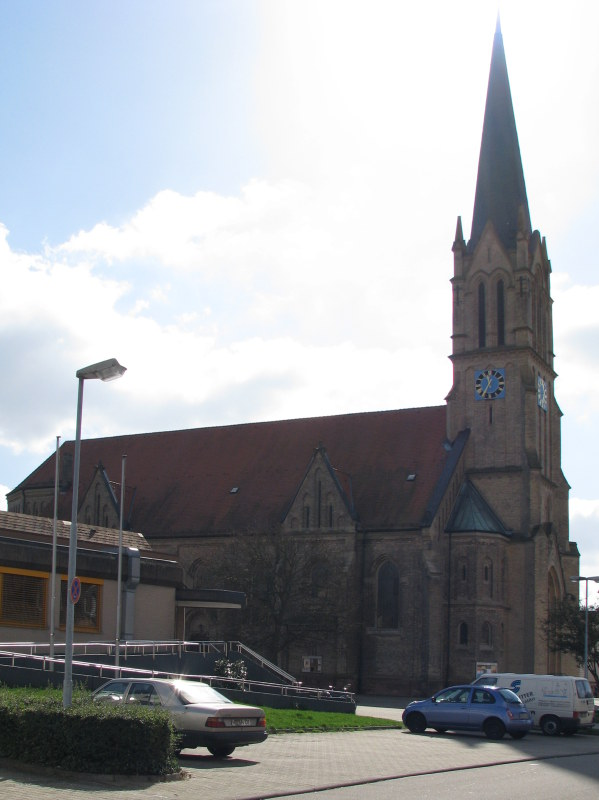

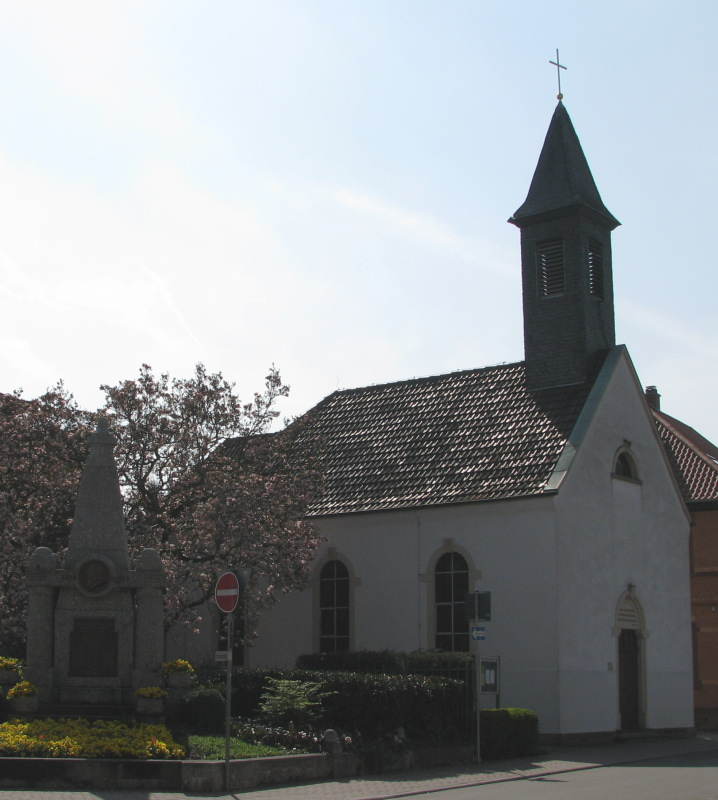

布呂爾（德语：Brühl）是德國的城鎮，位於該國西南部萊茵河畔，北部連接曼海姆，由巴登－符騰堡州負責管轄，面積10.19平方公里，海拔高度102米，2015年人口13,941，人口密度每平方公里1,392人。
奧古斯都堡與獵趣園位於布呂爾的東郊，為巴洛克與洛可可建築風格的重要古跡，於1984年被聯合國教科文組織列為世界文化遺產。

## 外部連結
- Official Website
- Official Website of the 850 Year Brühl Jubilee

Panorama:
- Schutzengelkirche
- Krieger-Kapelle
- Anglersee, Naturschutzgebiet Brühl-Rohrhof

1. ↑    [Population by nationality and sex as of December 31, 2022] (CSV). Statistisches Landesamt Baden-Württemberg. June 2023 （German）.